# Eleonore von Sachsen-Eisenach

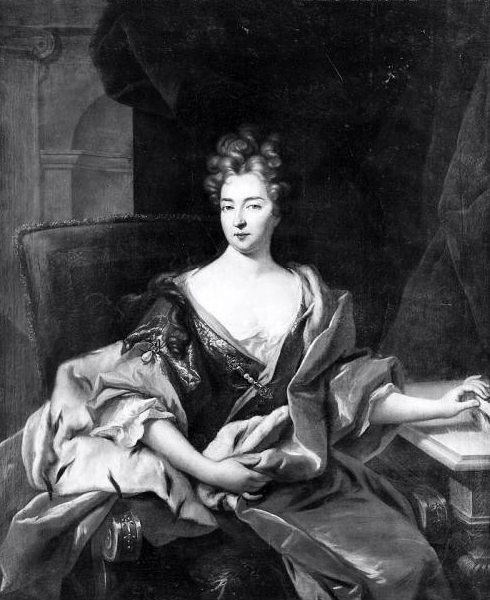
Eleonore Erdmuthe Louise als Kurfürstin von Sachsen, Gemälde von Louis de Silvestre, 1692, Gemäldegalerie Alte Meister (Dresden)

Eleonore Erdmuthe L(o)uise von Sachsen-Eisenach (* 13. April 1662 in Friedewald; † 9. September 1696 auf Schloss Pretzsch in Pretzsch) war eine deutsche Prinzessin aus dem Geschlecht der ernestinischen Wettiner und durch Heirat nacheinander Markgräfin von Brandenburg-Ansbach und Kurfürstin von Sachsen.

## Leben
Eleonore wurde als Tochter des Herzogs Johann Georg I. von Sachsen-Eisenach und dessen Gemahlin Johannetta von Sayn-Wittgenstein geboren. Am 4. November 1681 heiratete sie in Eisenach Markgraf Johann Friedrich von Brandenburg-Ansbach. Mit diesem hatte sie drei Kinder, bevor er 1686 an den Pocken starb. Nachfolger in Ansbach wurde ein Sohn Johann Friedrichs aus erster Ehe, und Eleonore wurde mit ihren Kindern nach Crailsheim verbracht, wo sie unter ärmlichen Verhältnissen lebten.
Auf Anraten des kurfürstlichen Ratgebers in Dresden Hans Adam von Schöning, der eine Annäherung an Brandenburg suchte, heiratete die verwitwete Fürstin von Ansbach im Einvernehmen mit dem Chef des Hauses Hohenzollern, Kurfürst Friedrich III. von Brandenburg, am 17. April 1692 in Leipzig den sächsischen Kurfürsten Johann Georg IV.
Diese Ehe gestaltete sich äußerst unglücklich, war Johann Georg IV. doch nicht bereit, von seiner Geliebten Magdalena Sibylla von Neitschütz abzulassen. Zwischen den Eheleuten soll es nach Darstellung des (allerdings völlig unzuverlässigen) Karl Ludwig von Pöllnitz zu Handgreiflichkeiten gekommen sein, die darin gipfelten, dass Johann Georg mit dem Degen auf seine Gemahlin losging und ihn sein Bruder entwaffnen musste, um Schlimmeres zu verhindern. Zumindest blieb die Beziehung stark unterkühlt, von Verdächtigungen überschattet und trotz zweier Schwangerschaften kinderlos.
Johann Georg IV. starb bereits 1694 und Eleonore wurde mit ihren Kindern nach Pretzsch abgeschoben. Nachdem vermutet wurde, die Söhne Johann Friedrichs von Ansbach aus erster Ehe würden ohne Nachkommen sterben, rückte Eleonores Sohn Wilhelm Friedrich als Erbprinz nach. Einziger Lebensinhalt wurde nun ihre Tochter Caroline, die sie 13-jährig schließlich 1696 als Vollwaise zurückließ. Die brandenburgische Kurfürstin Sophie Charlotte nahm sie auf; später wurde sie britische Königin.

## Nachkommen
- Wilhelmine Caroline (1683–1737) ⚭ (1705) Georg II., König von Großbritannien
- Friedrich August (1685–1685)
- Wilhelm Friedrich (1686–1723), Markgraf von Brandenburg-Ansbach